# 어퍼헛

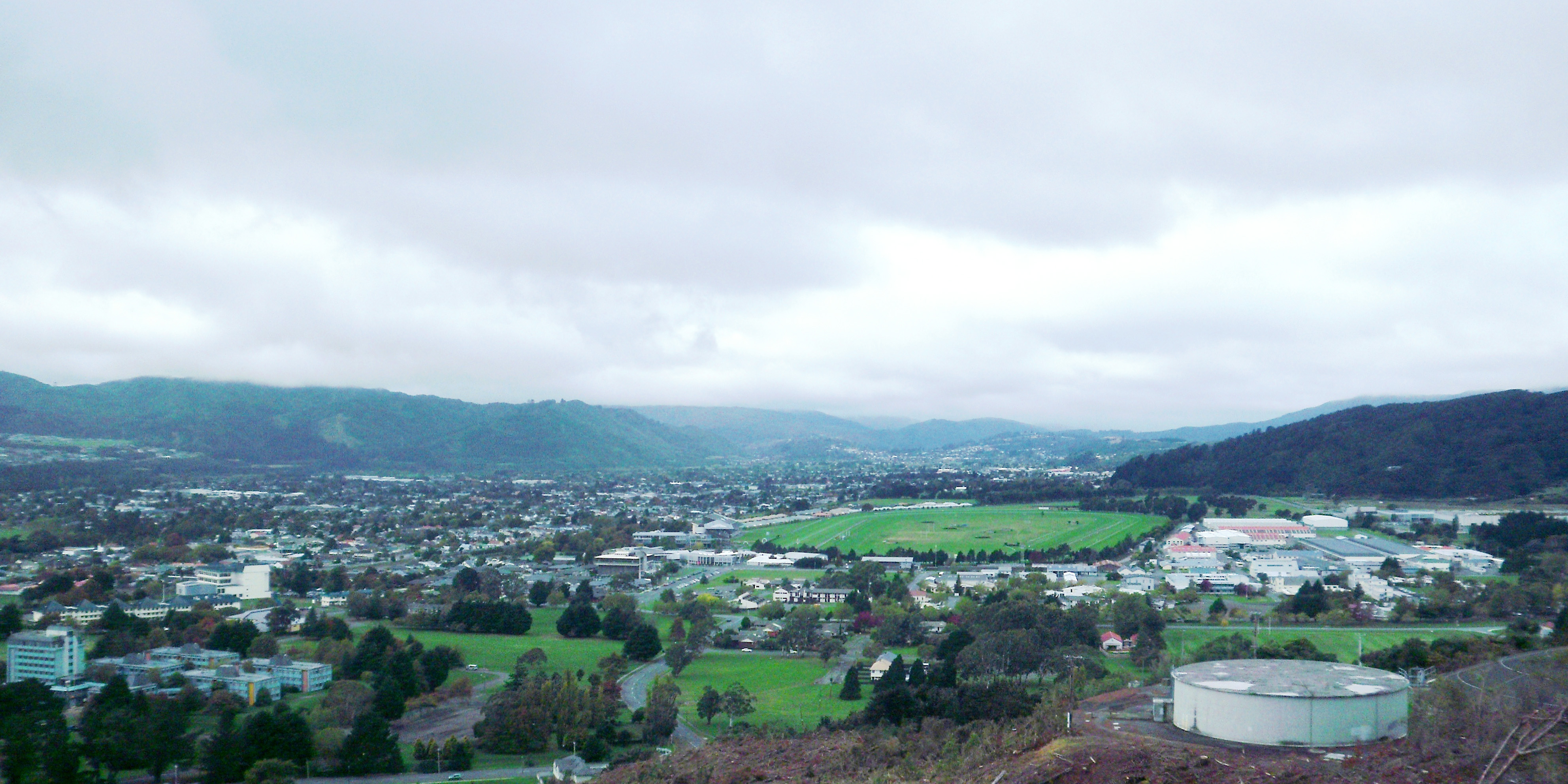

어퍼 헛(Upper Hutt, 마오리어: Orongomai)은 뉴질랜드 북섬 웰링턴 시의 위성도시이다. 뉴질랜드에서 인구 상으로는 가장 작은 도시이며, 면적 상으로는 두 번째로 큰 도시이다. 웰링턴 광역권의 일부이다.

## 지리
어퍼 헛은 웰링턴 북동쪽 30 km 떨어진 곳에 있으며, 북동쪽에서 남서쪽으로 웰링턴 항을 향해 흐르는 헛 강의 상류 계곡의 중심지에 있다.
헛 밸리(Hutt Valley)는 리무타카와 아카타라와 산맥의 사이에서 간격으로 2500m 간격으로 넓어져서 항구(로우 헛)와 어퍼 헛을 나누는 타이타 고즈에서 9km를 내려가는 흐름에서 좁아진다. 이 도시의 주요 도시 지역은 이 평원에 있다. 더 작은 범람 평원이 상류 카이토케 고즈에 있지만, 그곳은 별로 개발이 되지 않았다.
어퍼 헛 시 위원회가 그 시와 주변 도시 지역, 공원, 보호지역의 행정을 담당한다. 이 지역은 면적 540 km2로 면적상 더니든에 이어 두 번째로 큰 도시이다. 넓은 토지를 가진 뉴질랜드의 지자체는 보통 구(districts)라는 용어를 쓰지만, 어퍼 헛은 고도의 도시화를 이루었기 때문에 시로서의 지위를 유지한다. 주요 개발지는 강 계곡 평원을 따라 존재한다.
어퍼 헛은 리무타카 산등성이의 꼭대기를 따라 북동쪽으로 확장되어 있으며, 아카타라와 밸리와 북쪽으로 거친 언덕이 있는 아카타라와 산맥과 북서쪽으로 파에카카리키에서 가까운 카피티 해안까지 확장한다.

## 중등교육기관
중고등학교 교육 기관에 해당하는 이차 교육기관(Secondary schools)으로는 다음과 같은 것들이 있다.
- 헤레타웅가 컬리지 (Heretaunga College)
- 헛 인터내셔널 남자학교 (Hutt International Boys' School, Trentham)
- 세인트 패트릭 컬리지 (St. Patrick's College, Silverstream)
- 어퍼 헛 컬리지 (Upper Hutt College)

## 인구
| 연도  | 인구   | ±% p.a. |
| ----- | ------ | ------- |
| 2006  | 38,415 | —       |
| 2013  | 40,179 | +0.64%  |
| 2018  | 43,980 | +1.82%  |
| 출처: |        |         |

## 자매도시
- 미국 메사